# Aberdeen (Washington)
Aberdeen is een plaats (city) in de Amerikaanse staat Washington, en valt bestuurlijk gezien onder Grays Harbor County. De stad is met name bekend als de geboortestad van Kurt Cobain, de frontman van Nirvana.

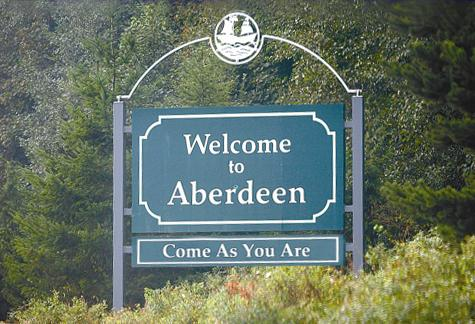
Ingangsbord van de stad

## Demografie
Bij de volkstelling in 2000 werd het aantal inwoners vastgesteld op 16.461.
In 2006 is het aantal inwoners door het United States Census Bureau geschat op 16.389, een daling van 72 (−0,4%).

## Geografie
Aberdeen ligt aan de Grays Harbor, de monding van de Chehalis River in de Grote Oceaan.
Volgens het United States Census Bureau beslaat de plaats een oppervlakte van 31,5 km², waarvan 27,5 km² land en 4,0 km² water. Aberdeen ligt op ongeveer 85 m boven zeeniveau.

## Geboren
- Robert Motherwell (1915–1991), kunstschilder
- Lee Friedlander (1934), fotograaf en kunstenaar
- Trisha Brown (1936-2017), danseres, choreograaf en theatermaakster
- Peter Norton (1943), software-ontwikkelaar en ondernemer
- Douglas Osheroff (1945), natuurkundige en Nobelprijswinnaar (1996)
- Patrick Simmons (1948), Amerikaans muzikant, lid van de The Doobie Brothers
- Patrick Shanahan (1962), ingenieur en voormalig zakenman
- Kurt Cobain (1967-1994), singer-songwriter en musicus
- Bryan Danielson (1981), kampioen worstelaar